# Mistrzostwa Polski w Badmintonie 1995
31. Mistrzostwa Polski w Badmintonie 1995 odbyły się w dniach 23–25 lutego 1995 w Rzeszowie.

## Medaliści
| Konkurencja:            | Złoto:                                                                   | Srebro:                                                                 | Brąz: |
| gra pojedyncza kobiet   | Katarzyna Krasowska (Technik Głubczyce)                                  | Monika Lipińska (Wilga Garwolin)                                        | Joanna Szleszyńska (SKB Suwałki) Dorota Grzejdak (Motus Koszalin)                                                                                 |
| gra pojedyncza mężczyzn | Dariusz Zięba (Polonez Warszawa)                                         | Jacek Hankiewicz (Polonez Warszawa)                                     | Marcin Zejmowicz (Ruch Piotrków Tryb.) Jacek Niedźwiedzki (SKB Suwałki)                                                                           |
| gra podwójna kobiet     | Dorota Borek (Technik Głubczyce) Katarzyna Krasowska (Technik Głubczyce) | Monika Lipińska (Wilga Garwolin) Sylwia Rutkiewicz (Polonez Warszawa)   | Bożena Bąk (AZS AGH Kraków) Bożena Haracz (Technik Głubczyce) Elżbieta Grzybek (Polonez Warszawa) Beata Syta (Polonez Warszawa)                   |
| gra podwójna mężczyzn   | Jerzy Dołhan (Technik Głubczyce) Damian Pławecki (Technik Głubczyce)     | Jacek Hankiewicz (Polonez Warszawa) Robert Mateusiak (Polonez Warszawa) | Mariusz Borowiec (Polonez Warszawa) Dariusz Zięba (Polonez Warszawa) Michał Mirowski (Ruch Piotrków Tryb.) Marcin Zejmowicz (Ruch Piotrków Tryb.) |
| gra mieszana            | Jerzy Dołhan (Technik Głubczyce) Bożena Haracz (Technik Głubczyce)       | Damian Pławecki(Technik Głubczyce) Dorota Borek (Technik Głubczyce)     | Michał Łogosz (Stal Płock) Monika Bieńkowska (Stal Płock) Robert Mateusiak (Polonez Warszawa) Beata Syta (Polonez Warszawa)                       |